# Blågrön kornlöpare
Blågrön kornlöpare (Amara montivaga) är en skalbaggsart som beskrevs av Sturm 1825. Blågrön kornlöpare ingår i släktet Amara, och familjen jordlöpare. Enligt den svenska rödlistan är arten nära hotad i Sverige. Arten förekommer i Götaland, Svealand och Övre Norrland. Artens livsmiljö är jordbrukslandskap, stadsmiljö.